# Bochus puncticeps
Bochus puncticeps är en insektsart som först beskrevs av Francois Jules Pictet de la Rive och Henri Saussure 1893.  Bochus puncticeps ingår i släktet Bochus och familjen Anostostomatidae. Inga underarter finns listade i Catalogue of Life.